# Traité culinaire mésopotamien
Vous pouvez aider à l'améliorer ou bien discuter des problèmes sur sa page de discussion.
- Il ne cite pas suffisamment ses sources. Vous pouvez indiquer les passages à sourcer avec {{référence nécessaire}} ou {{Référence souhaitée}}, et inclure les références utiles en les liant aux notes de bas de page. (Marqué depuis octobre 2020)
- Son texte doit être wikifié : il ne correspond pas à la mise en forme Wikipédia (style, typographie, liens internes, liens entre les wikis, etc.). (Marqué depuis octobre 2020)

- Archive Wikiwix
- Bing
- Cairn
- DuckDuckGo
- E. Universalis
- Gallica
- Google
- G. Books
- G. News
- G. Scholar
- Persée
- Qwant
- (zh) Baidu
- (ru) Yandex
- (wd) trouver des œuvres sur Wikidata

Le "traité culinaire mésopotamien" qui remonte vraisemblablement au début du IIe millénaire av. J.-C. (v. 1700 av. J.-C.) est un ensemble de trois tablettes cunéiformes faisant partie de la Yale Babylonian Collection, traduites et publiées par Jean Bottéro en 1995. Ces tablettes sont chacune différentes, si bien qu'il est difficile d'y voir un même traité : la 1re tablette donne une longue série de recettes mais présentées rapidement, tandis que les deux autres présentent des recettes plus élaborées. L'auteur est inconnu, tout comme le contexte de découverte.

## Extraits
Par exemple, dans la 2e tablette (YOS XI 26, colonne I ligne 50-colonne II ligne 20 ), on trouve cette recette : 
"Si tu veux cuire un pigeon-amursânu dans son bouillon, après avoir sacrifié le pigeon, tu chauffes de l’eau et tu le plumes. Une fois plumé (- ici commence, jusque ii : 15sq., la première alternance du « je » et du « tu » de l’enseignant qui tantôt inculque ce qu’il sait à l’enseigné, tantôt se présente à lui comme un modèle à suivre - ) tu le laves à l’eau froide. J’écorche, alors, de son cou, et tu excises les os, côté flancs. Je l’ouvre dans sa région lombaire, et j’en retire gésier et fressure ; je lave son corps et tu le fais tremper dans l’eau froide. Puis, je fends et pèle le gésier; je fends et hache les entrailles.
Lorsque j’en veux préparer le bouillon, tu disposes dans un chaudron gésier, fressure, les intestins [rouges], et la tête, ainsi qu’un morceau de viande de mouton, (et tu mets le tout au feu). Après avoir ôté la viande du feu, tu la nettoies à grande eau froide, et j’en efface la pellicule. Je saupoudre la viande de sel et je réunis le tout dans la marmite.
J’y mets en place de l’eau ; j’y ajoute un morceau de graisse, (col II) après en avoir retiré les filandres. J’y verse du vinaigre, au jugé [...]. Tu écrases ensemble du samidu, du poireau et de l’ail, avec de l’oignon, que tu y mets pareillement. Tu y ajoutes aussi de l’eau, si nécessaire. Lorsque c’est cuit, tu écrases ensemble du poireau, de l’ail, de handahsu et du kisimmu ; s’il n’y a pas de kisimmu, tu écrases du bâru, et tu l’y mets.
Après avoir retiré le pigeon-amursânu de la marmite, tu l’essuies. Puis tu [...] le fourneau, et tu pousses le feu [...]. Je rôtis alors les cuisses à feu vif (?) ; je les enveloppe de pâte, et je pose le pigeon-amursânu thorax sur [le plat ?]. Lorsque c’est cuit, j’ôte du feu la marmite, et, avant que le bouillon n’en soit refroidi, tu frottes la viande avec ail, verdure et vinaigre. Le bouillon pourra se consommer plus tard. C’est prêt à servir." (traduction J Bottéro).
En revanche, sur la 1re tablette YOS XI 25, on trouve des recettes rapides comme celles-ci : 
"Bouillon de viande. Il y faut de la viande. Tu mets en place de l'eau ; tu y ajoutes de la graisse (…), du poireau et de l'ail, écrasés, ainsi que du suhutinnu frais, à proportion. 
Assyrienne. Il y faut de la viande. Tu mets en place de l’eau ; tu y ajoutes de la graisse ; [...], de l’ail, et du zurumu, que tu additionnes (?), de sang de ... ?, poireau et de l’ail écrasés. C’est prêt à servir.
Bouillon rouge (?). Il n'y faut pas de viande. Tu mets en place de l’eau ; tu y ajoutes de la graisse [...] ; du salé : intestins ou panse ; du sel, au jugé ; [du tourteau-égrené ?] ; de l’oignon et du samidu ; du cumin ; de la coriandre ; du poireau et de l’ail écrasés [...]. Après avoir trempé ta viande de sang, tu réunis le tout dans une marmite." (traduction J. Bottéro).  
Enfin, la dernière tablette, YOS XI 21, est en plus mauvais état et il n'a pas été possible de reconstituer les recettes en entier :  
"Si tu veux cuire (une bouillie de) butumtu clair (une céréale non identifiée), tu prends, soit une sabiltu, soit une marmite. En outre [...], tu y mets [...] de l’eau froide. 
Cassure
[...] la marmite [...], seront présents […] dans de l’eau et de l’huile. Tu mets en place, (dans la marmite ?,) eau et huile, et lorsque tu l’auras enlevée du feu, [...] de l’huile par-dessus la bouillie. À ton gré, tu y mets de la farine tiktu, [...] de la farine tiktu de [...] ;  à ton gré, aussitôt après avoir versé (la bouillie) dans la marmite, tu la reverses au chaudron. Et juste avant le repas tu la remets dans la marmite." (traduction J. Bottéro).

## Analyse
Le traité mentionne aussi bien des bouillies épaisses type polenta que liquide type porridge.

### Galette
Il cite la pâte à galette qui permet de réaliser différentes préparations : la pâte est souvent aplatie et cuite sur la paroi du four, préparation qui survit au Liban sous le nom de khobz tannour et en Tunisie sous le nom de Tabouna. D'autres recettes conseillent non seulement d’aplatir la pâte mais aussi de l’étirer pour en faire un feuilletage en vue de confectionner, par exemple, une  tourte enduite de beurre et farcie avec des oiseaux, des alliacés et du miel. Les pâtes alimentaires mésopotamiennes, appelées bapiru, ne ressemblent  que de loin aux modernes spaghettis, mais elles procèdent du même principe ; pâte desséchée et plongée dans un milieu liquide. Enfin la pâte à galette sert également à confectionner le ziqqu et le butumtu que Bottero traduit par couscous et boulgour.

### Pain et bière
Le pain joue un rôle prépondérant dans l'alimentation sumérienne. Servant de base au repas accompagné de produits dont les plus recherchés sont à base de viande, râpé pour donner des sortes de pâtes, ses propriétés fermento-lactiques sont aussi utilisées pour la fabrication de la bière. Les babyloniens, à l'instar des égyptiens, l'utilisent en brasserie de préférence à des produits susceptibles de donner des fermentations alcooliques. Les textes mentionnent pour cette dernière forme du pain buvable ou de la bière mangeable. En Égypte, cette recette fabriquée à partir d'un pain malté survit sous le nom de zythum. En Russie, l'élaboration de cette bière à partir du pain (ici seigle) est appelée kvas.

### Produits du lait
Le beurre ou lait battu intervient dans plusieurs recettes. En revanche, les laits ensemencés, type yoghourt,  ne sont pas connus.

### Produits animaux
La viande est très appréciée, notamment celle des oiseaux. Les parties les plus prisées sont les intestins et abattis. Elle peut être consommée en soupe de type pot-au-feu, ou donner lieu à des préparations très élaborées, rappelant celle du vol-au-vent.
Le poisson fermenté utilisé comme  sauce  évoque le nuoc-mâm des asiatiques, le garum des romains, et encore le mellet et le pissalat des provençaux. Les Mésopotamiens le connaissent depuis des millénaires et le nomment  siqqu.

## Deux caractéristiques
La cuisine babylonienne se distingue par deux caractéristiques : d’une part, l’usage constant de l’ail, d’oignons et de poireaux, et de l’autre, l’omniprésence de la bière et du beurre.

## D'autres sources?

### Les sources textuelles
Dans l'ensemble, la documentation textuelle sur l'alimentation en Mésopotamie est assez pauvre, dans la mesure où les mésopotamiens n'ont jamais vraiment écrits sur ce domaine : il ne nous reste que de très nombreuses références, en particulier dans les textes de la pratique (quelques références littéraires, textes rituels pour les dieux, inscriptions royales comme le fameux banquet d'Assurnatsirpal II, lettres, textes comptables sur ce qui sort des entrepôts royaux pour le roi ou les rations alimentaires distribuées par les grands organismes comme les temples). S'il est possible d'énumérer ce que les Mésopotamiens mangeaient, il reste difficile d'établir comment ces aliments étaient préparés. 

#### Extrait d'un texte comptable sur le repas d'Assurnatsirpal II (SAA VII 161; traduction F. Joannès)
"2 plateaux de pains garisu
3 plateaux de galettes de pain épaisses
3 paniers de poireaux
3 paniers d’aulx
3 paniers d’oignons
5 moutons
5 jarres de bière
2 homers de grain grillé
Total du district de la ville de Bala"

#### Extrait d'une tablette sumérienne (Tablette de Drehem «collection Whittier», transcrite par S. Feigin (CDLI P200514)
« 120 bottes de roseaux pour la cuisson de 3 bœufs, 
8 bottes de roseaux pour la cuisson de 2 pièces de bœuf,
[x bottes de roseaux] pour la cuisson de 2 intestins de bœufs,
[x] bottes de roseaux pour la cuisson des côtes de 2 porcs engraissés,
50 bottes de roseaux pour la cuisson de 10 moutons engraissés, 
20 bottes de roseaux pour la cuisson de 2 porcs engraissés, 
[x] bottes de roseaux pour la cuisson de 10 agneaux, 
5 bottes de roseaux pour la cuisson de 77 perdreaux,
2 bottes de roseaux pour la cuisson de 20 petites volailles. 
Le jour où les généraux de l’armée ont prêté serment de loyauté. 
Igi-Enlilše, le commissionnaire, a juré par le roi (de rendre les roseaux ?) 
Dépense effectuée à Ur. Mois Ezem-Anna (= mois X), année où Ḫuḫnuri a été détruite (= 7e année du règne d’Amar-Suen) » (traduction B. Lafont)

#### Extrait d'une lettre paléo-babylonienne de Tell Harmal (Sumer XIV n°17, transcription A. Goetze 1958) sur une sauce au criquet.
« Autre chose. Nous allons préparer [pour toi] une sauce-ëtuqqum. (Mais) [nous n'avons] pas de criquets. Et les criquets, 1 pi 4 ban, sont à ta disposition et on nous (les) a promis. Achète (en plus) 3 ban de criquets là où il y en a, et envoie-(les) nous. » (traduction C. Michel).

#### Les sources iconographiques
La documentation iconographique, quant à elle, illustre surtout le repas mais rarement la préparation des repas. Les principales représentations semblent illustrer la découpe rituelle de la viande lors des repas offerts aux dieux (par exemple, la "frise de la laiterie" découverte à Mari. 

#### Les traces archéologiques
Quant à l'archéologie, elle offre encore peu d'informations sur ce sujet encore assez neuf de l'alimentation. D'une part, les données archéobotaniques ne sont pas systématiquement relevées lors des fouilles, si bien qu'il n'existe pas encore de synthèse sur ce point en ce qui concerne l'Orient ancien. D'autre part, les fouilles de cuisines demeurent assez rares également (on a par exemple retrouvé des passoires !) et les renseignements disponibles ne sont pas d'une grande richesse.  
Voici, par exemple l'extrait de la conclusion d'un article scientifique traitant de la découpe rituelle de la viande à partir d'ossements retrouvés : "Les pratiques culinaires influent fortement sur l’intensité de la fragmentation et des traces de découpe. Elles conditionnent la forme et les types de vestiges osseux rejetés après consommation. Les traces de décarnisation relevées sur les diaphyses des ossements longs des membres riches en viande comme les os du gigot (fémur) et du jarret (tibia) indiquent que la viande pouvait être enlevée au couteau. Etant donné la fragmentation des os longs, il n’y avait probablement pas de désossement ; au contraire, épaules et gigots pourraient avoir été aussi débités en parts grossières, comme cela s’est fait pour le rachis et les côtes. L’emploi d’un outil utilisé par frottement de type couteau est le plus fréquent, mais le maniement d’un outil utilisé avec percussion lancée de type couperet apparaît aussi plus spécialement pour le débitage du rachis vertébral et le crâne, la scie étant réservée pour détacher les cornes. On peut se demander si le mode de découpe en tronçons est lié au mode de cuisson. En effet, d’après les traces de combustion observées, une partie au moins de la viande était grillée ; il pouvait s’agir de grosses parts comme le suggère le tronçon de vertèbres lombaires, qui correspond plus ou moins à la découpe de la selle. La poursuite de l’étude de la faune du contexte DK permettra de compléter et d’approfondir ces aspects ainsi que de les quanti er pour reconstituer non seulement la chaine opératoire de la découpe des animaux mais aussi identi er le processus et le type de remplissage de cette pièce. » 
Emmanuelle VILA,  « l’approche de la boucherie en archéozoologie : données préliminaires de la découpe du mouton à mishrifeh/qatna (syrie, bronze récent) », in Michel C. (ed), Cahier de l'Arscan IX, 2012.